# Schismatomma pluriloculare
Schismatomma pluriloculare är en lavart som beskrevs av Zahlbr. Schismatomma pluriloculare ingår i släktet Schismatomma och familjen Roccellaceae.   Inga underarter finns listade i Catalogue of Life.